# Dale Hawerchuk
Dale Hawerchuk (Toronto, 4 aprile 1963 – Barrie, 18 agosto 2020) è stato un hockeista su ghiaccio e allenatore di hockey su ghiaccio canadese.

## Biografia
Nel corso della sua carriera ha giocato con Oshawa Legionnaires (1978/79), Cornwall Royals (1979-1981), Winnipeg Jets (1981-1990), Buffalo Sabres (1990-1995), St. Louis Blues (1995/96) e Philadelphia Flyers (1995-1997). Ha conquistato per due volte la Memorial Cup (1980 e 1981). Nel 1982 gli è stato assegnato il Calder Memorial Trophy.
Con la nazionale canadese ha preso parte a tre edizioni dei campionati mondiali (1982, 1986, 1989) conquistando due medaglie di bronzo e una d'argento. Inoltre ha partecipato a due edizioni della Canada Cup (1987, 1991). Nel 2001 è stato inserito nella Hockey Hall of Fame. 
Da allenatore ha guidato i Barrie Colts dal 2010 al 2017.